# Polyrhachis semipolita
Polyrhachis semipolita är en myrart som beskrevs av Andre 1896. Polyrhachis semipolita ingår i släktet Polyrhachis och familjen myror. Inga underarter finns listade i Catalogue of Life.